# Gillingham (stacja kolejowa)
Gillingham (Dorset) – stacja kolejowa w mieście Gillingham w hrabstwie Dorset na linii kolejowej West of England Main Line. Stacja niewyposażona w sieć trakcyjną.

## Ruch pasażerski
Stacja obsługuje ok. 226 710 pasażerów rocznie (dane za rok 2021/2022). Posiada bezpośrednie połączenia z Exeterem, Londynem Waterloo i Salisbury. Pociągi odjeżdżają ze stacji w odstępach godzinnych w każdą stronę. 

## Obsługa pasażerów
Automat biletowy, kasa biletowa, przystanek autobusowy, parking na 95 miejsc samochodowych i 32 rowerowe